# Joannis Metaxas
Joanis Metaxas (grč. Ιωάννης Μεταξάς, Kefalonija, 12. travnja 1871. – Atena, 29. siječnja 1941.), grčki general i državnik.
Kao premijer i ministar vojske 1936. raspustio je Parlament i uspostavio osobnu diktaturu. U Drugom svjetskom ratu u listopadu 1940. odbio ultimatum fašističke Italije i organizirao otpor talijanskoj agresiji. Vladao je do smrti 1941.